# Исчезнувшая (роман)
«Исчезнувшая» (англ. Gone Girl) — роман-триллер писательницы Гиллиан Флинн, опубликованный в июне 2012 года. Роман быстро вошёл в список бестселлеров по версии «Нью-Йорк Таймс», а также в списки бестселлеров по версии Publishers Weekly за 2012 и 2014 год. Сюжет строится вокруг главного героя Ника Данна, который обвинён в исчезновении своей жены.
В нескольких интервью Флинн признавалась, что вдохновилась на написание романа об исчезновении историей Лейси Петерсон. Писательница перенесла на главных героев свои переживания по поводу увольнения с должности писателя в Entertainment Weekly.
В экранизации 2014 года режиссёра Дэвида Финчера по сценарию самой Флинн главные роли исполнили Бен Аффлек и Розамунд Пайк.

## Содержание
Первая часть романа повествует о семейной жизни Ника Данна и его жены Эми с отсылками к их прошлому через дневниковые записи Эми. Их взгляды на жизнь разнятся: в дневнике Ник выглядит жестоким, угрюмым, ленивым, а Ник описывает Эми как сложную, необщительную, упрямую и иррациональную перфекционистку.
После сокращения в Нью-Йорке супружеская пара переезжают в родной городок Ника в штат Миссури, чтобы заботиться о больной матери Ника. Эми нравилась жизнь в Нью-Йорке и она ругает мужа за переезд.
На их годовщину свадьбы Эми пропадает, а Ник становится главным подозреваемым в деле о её исчезновении. Его эмоциональная сухость, известие о беременности Эми делают Ника в глазах полиции и общественности убийцей супруги.
Во второй части романа читатель узнает, что главные герои — ненадёжные рассказчики, укрывшие детали. Оказывается, Эми сбежала, отомстив своей «смертью» неверному супругу. И беременность, и дневниковые записи подделаны, чтобы очернить Ника. Когда Эми ограбили в мотеле, она в отчаянии ищет помощи у своего бывшего парня Дези Коллингса. Он прячет Эми в своём доме у озера, но вскоре привязывается к Эми, ощущающей себя будто в ловушке.
Тем временем Ник догадывается о подстроенной для него ловушке по оставленным супругой запискам с загадками. Они понятны только им обоим, отчего у Ника нет возможности доказать хитрость Эми. Вместе с адвокатом он пытается изменить общественное мнение в отношении себя. На популярном ток-шоу Ник извиняется за измену и просит Эми вернуться. Полиция обнаруживает в сарае коробки с порно-видео и дневник Эми, а чуть позже — деревянную дубинку от куклы Панч и Джуди со следами крови Эми. Ник арестован.
Эми видит телепередачу с обращением Ника и верит, что муж действительно желает её возвращения. Она убивает Дези и возвращается. Для всех она приготовила историю, будто была похищена Дези, который силой удерживал её в своём доме. Ник знает, что сказанное — ложь, но не может доказать это и вынужден вернуться к супружеской жизни с Эми, пока общественное внимание к их истории не стихнет.
Ник записывает собственные воспоминания о преступлениях и обмане Эми. Чтобы не допустить разоблачения, Эми прибегает к процедуре искусственного оплодотворения, используя сперму Ника. Угрозой не подпустить его к их будущему ребёнку она вынуждает Ника уничтожить его записи, который делает это ради ребёнка.

## История создания и публикации
До этой, наиболее продаваемой книги Гиллиан Флинн написала два популярных романа «Острые предметы» и «Тёмные места» о людях, неспособных брать ответственность.
Флинн воплотила некоторые свои личностные черты в герое Нике Дане — она, как и он, была популярным писателем, также была уволена после многих лет на той же работе, также нервозна, как Ник.
В автобиографическом очерке «I Was Not a Nice Little Girl…» Флинн утверждает, что черпала вдохновение для создания образа Эми Данн из собственного внутреннего монолога. В этом эссе Флинн говорит о садистском детстве, утверждает, что женщины не признаются в своей жестокости в отличие от мужчин, которые обычно пользуются своими неприятными историями из детства.
Флинн назвала своими вдохновителями «Скандальный дневник» Зои Хеллер, «Кто боится Вирджинии Вулф?» Эдварда Олбиса, «Ребёнок Розмари» Айры Левина. Также Флинн находится под впечатлением от работ детективных писателей Лауры Липпман, Карин Слотер, Джорджа Пелеканоса, Денниса Лихейна и Харлана Кобена и современных прозаиков Джойс Кэрол Оутс, Маргарет Этвуд, Т. Корагессан Бойл, Лью Арчер, Росс Макдональд.

### На русском языке
- Гиллиан Флинн. Исчезнувшая / переводчик: Владислав Русанов. — Азбука-Аттикус, 2014. — 512 с. — (Звёзды мирового детектива). — ISBN 978-5-389-08694-4.

## Критика
Нью-Йорк Таймс сравнил Гиллиан Флинн с Патрицией Хайсмит. «Исчезнувшая» принесла Флинн «ослепительный прорыв». Критика хорошо встретила роман.

## Экранизация
Американская актриса Риз Уизерспун с кинокомпанией 20 век Фокс приобрела права на адаптацию Исчезнувшей за $1,5 миллиона. Автор книги Гиллиан Флинн сама выступила в роли сценариста, а Уизерспун — продюсера. В мае 2013 года режиссёром назначили Дэвида Финчера, а исполнителями главных ролей — Бена Аффлека (Ник) и Розамунд Пайк (Эми). Regency Enterprises и Fox договорились о совместном финансировании фильма. Фильм вышел на экраны 3 октября 2014 года.